# Humundi
 (juillet 2025).
Motif : manque de source permettant de vérifier la notoriété
- Archive Wikiwix
- Bing
- Cairn
- DuckDuckGo
- E. Universalis
- Gallica
- Google
- G. Books
- G. News
- G. Scholar
- Persée
- Qwant
- (zh) Baidu
- (ru) Yandex
- (wd) trouver des œuvres sur Wikidata

| 1. | Préciser le motif de la pose du bandeau. | Précisez le motif de la pose du bandeau en utilisant la syntaxe suivante : {{admissibilité à vérifier\|date=août 2025\|motif=remplacez ce texte par le motif}}               |
| 2. | Informer les utilisateurs concernés.     | Pensez à avertir le créateur de l'article, par exemple, en insérant le code ci-dessous sur sa page de discussion : {{subst:avertissement admissibilité à vérifier\|Humundi}} |

Humundi est une ONG de développement basée en Belgique. Elle est fondée en 1964 sous le nom de SOS Faim à la suite d'un appel de la FAO (Organisation des Nations unies pour l'alimentation et l'agriculture) pour la coopération internationale (ou aide au développement). Au fil des décennies, elle diversifie ses actions : appui aux organisations paysannes, microfinance rurale, campagnes de plaidoyer, etc.
L'ONG Humundi est active en Afrique, en Amérique latine et en Europe. En Afrique et en Amérique latine, elle lutte contre la faim, la pauvreté et les inégalités touchant les populations rurales en soutenant le développement de l'agroécologie.

## Histoire
L'ONG belge SOS Faim est créée en 1964 en réponse à l’appel de la FAO aux sociétés civiles pour lutter contre la faim dans le monde.
En 1984, l'organisation lance ses premiers partenariats durables, notamment avec l’ANAPQUI en Bolivie.
En 1987, elle créé le réseau coopératif d’épargne et de crédit KAFO JIGINEW, une institution de microfinance toujours active au Mali.
En 1996, SOS Faim concentre son action en zone rurale sur l'agriculture paysanne en Amérique latine et en Afrique pour lutter contre la pauvreté et la faim, afin de répondre aux besoins populations vulnérables.
En 2009, l'ONG créé le Festival AlimenTERRE, un festival de films sur les enjeux agricoles et alimentaires mondiaux. 
En 2021, SOS Faim étend son action à l’Ouganda, pour répondre aux besoins croissants des communautés rurales et renforcer la transition vers des systèmes alimentaires durables. 
En 2023, SOS Faim devient « Humundi », un nouveau nom qui reflète un engagement élargi et une approche systémique des enjeux alimentaires. Humundi est la fusion des mots « Humus », « Humain » et « Mundi » (monde), pour symbolisant le profond lien à la terre, l'humanité et un engagement en faveur des droits humains, en particulier le droit à l’alimentation. Le terme « Mundi » évoque l’idée de globalité et de solidarité mondiale, soulignant que les enjeux de l’alimentation et de l’agriculture sont des problématiques planétaires et interconnectées.

## Mission
L’organisation vise à éradiquer la faim et les inégalités par le biais de systèmes alimentaires plus justes, inclusifs et durables. Elle promeut l’agroécologie comme modèle agricole répondant aux défis environnementaux, économiques et sociaux. L'ONG défend également le droit à l’alimentation et la souveraineté alimentaire des communautés locales.
Les actions de l'association s’appuient sur trois approches principales : la justice sociale, les partenariats et l'agroécologie. L'approche par la Justice sociale est soucieuse de l'inclusion des femmes, des jeunes et des populations marginalisées, pour leur permettre de s’émanciper, participer aux décisions et devenir autonome. Elle vise aussi à améliorer les conditions de vie et de travail des personnes impliquées dans la chaîne de production alimentaire. L'approche Partenariat consiste à collaborer avec les organisations locales et de ne pas faire « à la place de » mais « avec » ses partenaires qui connaissent les enjeux locaux. L'approche Agroécologie consiste à promouvoir des pratiques agricoles durables et résilientes, avec pour objectif de leur assurer une souveraineté alimentaire et une autonomie accrue.

## Organisation
Humundi est une association sans but lucratif (ASBL), reconnue comme ONG par les autorités belges. Elle est gouvernée par une Assemblée générale et un Conseil d’administration composé de membres élus. Un Comité stratégique international assure la coordination entre les différents bureaux pays[réf. nécessaire].
L'ONG est basée en Belgique et est présente au Luxembourg depuis 1993. Juridiquement indépendante, SOS Faim Luxembourg (pas de changement de nom) soutient également une agriculture durable, notamment par la finance inclusive rurale, en vue de garantir la souveraineté alimentaire dans les pays du Sud. Elle intervient dans six pays d'Afrique et mène également un travail d'éducation au développement et de sensibilisation des citoyens luxembourgeois, ainsi qu'un travail de plaidoyer auprès des décideurs et décideuses politiques. Humundi possède également six bureaux dans plusieurs des pays dans lesquels elle intervient : en Bolivie, au Pérou, Burkina Faso, Mali, République Démocratique du Congo et au Sénégal.

## Action

### Campagnes de communication
Humundi mène régulièrement des campagnes de communication humanitaires.
En 2004, la campagne « Mon poulet, ma poule » est lancée contre la concurrence déloyale des poulets congelés européens en Afrique. Elle conduit à une interdiction des importations et une relance de la production nationale au Cameroun.
En 2019, la campagne « N’exportons pas nos problèmes » vise à sensibiliser sur les impacts des exportations européennes de lait en poudre réengraissé en Afrique. Cette campagne, menée avec une coalition d'ONG (Oxfam, Vétérinaires sans frontières, CFSI, Mon lait est local), dénonce les pratiques aberrantes dans le secteur laitier et revendiquait plus de transparence dans la régulation de la filière pour limiter les exportations de poudres de lait européennes? Ces dernières sont vendues 30% moins chères que le lait local sur le marché ouest africain. Cette campagne provoque des avancées réglementaires au niveau de la Commission européenne, permettant notamment, de mieux tracer ces poudres de lait rengraissé aux huiles végétales.
En 2022-2023, la campagne « Interdits ici, exportés là-bas, mortels partout » est menée contre l’exportation de pesticides interdits en Europe vers les pays du Sud. Avec plus de 8000 signataires, la pétition abouti à l'adoption d'un arrêté royal belge, publié au moniteur belge en novembre 2023.
En 2024, la campagne « Le 9 juin stoppez une agriculture qui va dans le mur ! » menée pour décrypter les différents programmes politiques belges, en vue des élections fédérales et régionales belges 2024. Cette campagne analyse les programmes électoraux sur base de quatre priorités pour soutenir des systèmes alimentaires durables afin de permettre aux citoyens belges de voter en conscience.

### Zones d’intervention
Humundi travaille dans neuf pays répartis sur trois continents :
- Afrique : Burkina Faso, Mali, Éthiopie, Ouganda, République Démocratique du Congo et Sénégal ;
- Amérique latine : Bolivie et Pérou ;
- Europe : Belgique (sensibilisation, plaidoyer et mobilisation citoyenne).

Parallèlement, Humundi sensibilise et mobilise les citoyens belges et européens afin d'influencer, avec ses partenaires du Sud, les politiques. En ce sens, Humundi plaide pour la mise en place de politiques agricoles et alimentaires durables. 

### Publications
En 1991, Humundi (ex SOS Faim) lance la revue Défis Sud qui propose des analyses, des dossiers, des entretiens et des débats sur les enjeux agricoles majeurs, abordés par des acteur·rices du Sud et du Nord. Au fil des années, l'organisation devient reconnue pour la qualité de ses publications : Défis Sud, Dajaloo, qui deviendra Supporterres, Zoom Microfinance, qui deviendra Dynamiques Paysannes. Depuis 2020, Humundi produit des podcasts. En 2022, Humundi s’est également associé avec les ONG Iles de Paix et Autre-Terre pour produire la Collection Phosphore qui décrypte le fonctionnement des systèmes alimentaires.